# Adriaan Verhulst
Adriaan Verhulst (Gent, 9 november 1929 – Antwerpen, 17 november 2002) was een Vlaamse historicus, hoogleraar en vrijzinnig flamingant.

## Jeugdjaren en opleiding
Zijn vader Willem was handelsreiziger, activist en collaborateur, zijn moeder de dochter van een Gelderse hereboer en lid van de Luthers-protestantse kerk in Zevenaar (Nederland). Hij deed middelbare studies aan het Koninklijk Atheneum Voskenslaan te Gent. Vervolgens ging hij aan de Gentse Rijksuniversiteit rechten studeren. In 1949 werd hij kandidaat in de rechten. Intussen hadden de toenmalige professoren geschiedenis François-Louis Ganshof en Hans Van Werveke – beiden leerlingen van Henri Pirenne en eminente vertegenwoordigers van de Gentse historische school – zijn definitieve belangstelling voor de geschiedenis gewekt.
Tegelijk met zijn verdere rechtenstudies vatte Verhulst nu ook de studie van de geschiedenis aan, om zich uiteindelijk uitsluitend op het historisch onderzoek te concentreren. In 1952 werd hij met de grootste onderscheiding licentiaat in de geschiedenis. Het jaar daarop werd hij preses van de Vlaamse Geschiedkundige Kring. Tijdens het academiejaar 1952-1953 was hij ook preses van het FaculteitenKonvent Gent. In 1956 behaalde hij zijn doctorsbul met een studie over de Gentse Sint-Baafsabdij en haar grondbezit van de 7de tot de 14de eeuw. Enige jaren later zou dit lijvige werk (bijna 700 pagina’s) gedrukt worden in de reeks Verhandelingen van de Koninklijke Vlaamse Academie van België voor Wetenschappen en Kunsten.

## Historicus van de rurale samenleving
In Verhulsts doctoraat kwamen al een aantal vernieuwende kenmerken aan bod, die in de volgende decennia zijn reputatie zouden vestigen. Een daarvan was de interdisciplinariteit. Hij beperkte zich immers niet tot een traditionele geschiedenis van een middeleeuwse abdij en haar grondbeheer, maar benaderde het onderwerp op een ruimere manier. Sociale geschiedenis, economische geschiedenis en historische geografie kwamen er eveneens ruimschoots in aan bod. Het resultaat was een fundamentele studie over de gehele middeleeuwse rurale samenleving. Het was meteen ook de eerste bijdrage in een discipline die Verhulst zijn hele leven lang zou blijven beoefenen: die van de rurale geschiedenis. Met zijn vernieuwend onderzoek over het Karolingische landbouwdomein, waarin hij de traditionele visies grondig wijzigde, verwierf hij zich een wereldwijde faam, die nog steeds overeind blijft. Zijn blijvende interesse voor de rurale geschiedenis blijkt onder meer uit het feit dat hij jaren later, in 1967, samen met Léopold Genicot (hoogleraar in Louvain-la-Neuve) oprichter was van een interuniversitair samenwerkingsverband voor agrarische geschiedenis onder de naam Belgisch Centrum voor Landelijke Geschiedenis / Centre belge d'Histoire rurale.

## Historisch geograaf
Twee jaar na het behalen van zijn doctorstitel werd hij assistent bij professor Hans Van Werveke, om kort nadien al docent te worden. In die hoedanigheid erfde hij de cursus historische geografie van de enige tijd voordien overleden professor Gaston Dept. Ook in dit vakgebied was hij een vernieuwer. Zo herschreef hij de geschiedenis van de Vlaamse Polderstreek tijdens de Romeinse tijd en de middeleeuwen. Dit deed hij aan de hand van de waarnemingen die de bodemkundigen gedaan hadden tijdens de bodemkartering van het gebied in het begin van de jaren vijftig. De neerslag van zijn historisch-geografisch onderzoek publiceerde hij onder meer in het boek Het landschap in Vlaanderen in historisch perspectief (1965), dat ook in het Frans vertaald werd en dat hij in 1995 grondig herwerkte onder de titel Landschap en landbouw in middeleeuws Vlaanderen.

## Stadshistoricus
Zijn nieuwe visie op de ontwikkeling van de Polderstreek had ook gevolgen voor de geschiedenis van Brugge en verbindingen tussen die stad en de zee. Aan het ontstaan en de vroegste geschiedenis van Brugge wijdde hij in 1960 een fundamenteel artikel in het tijdschrift Le Moyen Age. Op de ontstaansgeschiedenis van Brugge en van de andere grote Vlaamse steden zou hij later regelmatig terugkomen, waarbij hij de eerste was om de verworvenheden van de stadsarcheologie te benutten. Vanaf de jaren zeventig werd immers werk gemaakt van het archeologisch onderzoek in de Vlaamse binnensteden. Dit leverde resultaten op die de traditionele theorie van Henri Pirenne over het ontstaan van de steden op losse schroeven zetten. Verhulst verwerkte die nieuwe inzichten in synthese-artikelen over de stadsontwikkeling in Vlaanderen en in Noordwest-Europa, die hem een internationale reputatie van stadshistoricus bezorgden. Dankzij zijn grote eruditie én talenkennis was hij een graag geziene gast in Europese historische kringen : behalve Nederlands beheerste hij immers uitstekend het Frans, Engels en Duits en kon hij ook met Italiaans overweg. Hij nam als spreker deel aan talrijke congressen en werd lid van diverse commissies en werkgroepen, waaronder de Commission Internationale pour l’Histoire des Villes. Op het einde van zijn leven zou hij zelfs voorzitter worden van deze instelling.

## Oorkondespecialist
Een postgraduaat bij de beroemde Nederlandse codicoloog G. Lieftinck in 1955 maakte van Verhulst ook een specialist in de kritiek en de analyse van oorkonden en andere middeleeuwse bronnen. Dit leidde onder meer tot de uitgave (in samenwerking met Thérèse de Hemptinne en Lieve De Mey) van de oorkonden van Diederik en Filips van de Elzas, in de reeks oorkonde-uitgaven van de Koninklijke Commissie voor Geschiedenis. Van 1974 tot 1984 was hij trouwens ondervoorzitter en voorzitter van de Koninklijke Commissie.

## Hoogleraarschap
Rurale geschiedenis, historische geografie, stadsgeschiedenis, oorkondeleer: het waren de vier onderzoeksgebieden die Adriaan Verhulst nauw aan het hart lagen en die hem een grote faam bezorgden. Als hoogleraar – sinds 1965 was hij gewoon hoogleraar aan de Gentse Rijksuniversiteit – wijdde hij talrijke generaties studenten in deze disciplines in. Het ging daarbij niet louter om Vlaamse studenten. Regelmatig waren ook buitenlandse postgraduaatsstudenten in zijn cursussen aanwezig: uit Nederland, de Verenigde Staten en zelfs Japan. Slechts enkele van zijn leerlingen bouwden zelf een academische carrière uit: Wim Blockmans in Leiden en Erik Thoen in Gent.

## Emeritaat
In 1995 ging Verhulst met emeritaat. Dit verhinderde hem allerminst om wetenschappelijk actief te blijven op diverse fronten. Hij publiceerde verder regelmatig in binnen- en buitenland. Kort voor zijn overlijden verscheen van zijn hand nog het boek The Carolingian Economy bij de Cambridge University Press. In het jaar dat hij met emeritaat ging, werd zijn wetenschappelijk carrière bekroond met de prestigieuze vijfjaarlijkse Ernest-John Solvayprijs, een van de hoogste wetenschappelijke onderscheidingen in België.

## Flamingant en liberaal vrijzinnige
Behalve als historicus, heeft Adriaan Verhulst zich in Vlaanderen ook geprofileerd als flamingant en liberaal vrijzinnige. Reeds als student was hij actief als bestuurslid van de vrijzinnige studentenvereniging 't Zal Wel Gaan en hoofdredacteur van het blad van het Liberaal Vlaams Studentenverbond. Jarenlang was hij algemeen secretaris (1957-1965) en vervolgens voorzitter (1965-1984) van het Willemsfonds. In 1965-1968 was hij een spilfiguur binnen het Overlegcentrum van Vlaamse Verenigingen (OVV). Vanuit het OVV lag hij mede aan de basis van het Cultuurpact (1971) en werd hij een van de hoofdrolspelers in het Vlaamse verzet tegen het Egmontpact.
Van 1969 tot 1988 was hij voorzitter van de raad van bestuur van de staatsomroep BRT (thans VRT). Samen met onder meer Walter Prevenier en Marcel Bots richtte hij in 1982 het Liberaal Archief op, waarvan hij van 1996 tot aan zijn dood de voorzitter was.
Zijn flamingantisme had hij van huis uit meegekregen. Maar terwijl het flamingantisme van zijn vader tijdens de Tweede Wereldoorlog in collaboratie ontaardde, sloeg de jonge Adriaan Verhulst resoluut een andere richting in: die van het vrijzinnig humanisme, waaraan hij zijn hele leven trouw bleef. Het verhaal van zijn vaders wederwaardigheden en zijn eigen Vlaamse bewustwording heeft hij in 2000 geschetst in het boek Zoon van een "foute" Vlaming. Dit boek is echter niet meer dan een egodocument, waarin Adriaan de herinneringen aan zijn vader uiterst gefilterd, verbloemd en eenzijdig neerschrijft. Het hoeft geen betoog dat het beeld van de vaderfiguur niet met de pijnlijke realiteit overeenstemt.

## Publicaties
- De krijgskunst in West-Europa in de middeleeuwen. In: De Vlaamse Gids. Jaargang 39, 1955
- Het oud-Vlaamse strafrecht. In: De Vlaamse Gids. Jaargang 40, 1956
- Geschiedschrijving en moderne wijsbegeerte. In: De Vlaamse Gids. Jaargang 44, 1960
- De universiteit en de ideologische verzuiling’'. In: De Vlaamse Gids. Jaargang 47, 1963
- Het landschap in Vlaanderen in historisch perspectief, Uitgave van het Willems-Fonds nr. 202, De Nederlandsche Boekhandel, 1965
- Grevelingen: een stichting van graaf Filips van de Elzas (1163). In: Ons Erfdeel. Jaargang 11, 1967-1968
- De inlandse wol in de textielnijverheid van de Nederlanden van de 12e tot de 17e eeuw: produktie, handel en verwerking. In: Bijdragen en Mededelingen betreffende de Geschiedenis der Nederlanden. Deel 85, 1970
- Zuid-Beveland. De historische geografie en de instellingen van een Zeeuws eiland in de Middeleeuwen. In: Bijdragen en Mededelingen betreffende de Geschiedenis der Nederlanden. Deel 86, 1971
- (met M. Van der Bruggen): Het cultuurpact. Historiek - tekst - commentaar, Julius Vuylsteke-fonds, 1972
- Het jaar 1940: koningskwestie en bezettingsregime. In: De Vlaamse Gids. Jaargang 57, 1973
- De Zuidnederlandse immigratie 1572-1630. In: Ons Erfdeel. Jaargang 22, 1979
- Leie en Schelde als grens in het portus te Gent tijdens de Xde eeuw. In: Naamkunde. Jaargang 17, 1985
- Collaboratie en Repressie. In: De Vlaamse Gids. Jaargang 76, 1992
- De betekenis van het liberalisme voor de Vlaamse Beweging: verleden, heden en toekomst. In: Juul Hannes (ed.): Liberalisme Vandaag, 1992
- De Belgische identiteit en de Vlaamse Beweging. In: De Vlaamse Gids. Jaargang 77, 1993
- Landschap en landbouw in Middeleeuws Vlaanderen, Gemeentekrediet, 1995
- Zoon van een 'foute' Vlaming. Pelckmans, 2000  (autobiografie)

- Biblioteca Nacional de España: XX1028282
- Bibliothèque nationale de France: cb12022018d (data)
- Catàleg d'autoritats de noms i títols de Catalunya: 981058515087406706
- CiNii: DA04830553
- Digitale Bibliotheek voor de Nederlandse Letteren: verh053
- Gemeinsame Normdatei: 120010259
- International Standard Name Identifier: 0000 0001 1683 4796
- Library of Congress Control Number: n79134106
- Bibliotheek van het Japanse parlement: 00553644
- Nationale Bibliotheek van Tsjechië: vse2005316000
- Nationale bibliotheek van Australië: 35580038
- Nationale Bibliotheek van Israël: 987007276788005171
- Nederlandse Thesaurus van Auteursnamen: 068349556
- Réseau des bibliothèques de Suisse occidentale: 02-A003938208
- Système universitaire de documentation: 028371437
- Trove: 1002582
- Virtual International Authority File: 89442017
- WorldCat: E39PBJjCKW8qjx8YdvmvhF7GpP